# Vintage Books
Vintage Books es un sello editorial de publicación en formato comercial rústico establecido en 1954 por Alfred A. Knopf.
La compañía fue adquirida por Random House en abril de 1960, pasando a ser una subdivisión de la misma. En 1990, Vintage Books UK fue establecida en el Reino Unido. Después de la fusión de Random House con Bantam Doubleday Dell, la producción de libros comerciales rústicos de Anchor Books (perteneciente a Doubleday) pasó a ser añadida a la división de Vintage Books.
Vintage Books empezó a publicar libros de bolsillo de consumo masivo en 2003.

## Autores notables
- William Faulkner
- Vladimir Nabokov
- Cormac McCarthy
- Albert Camus
- Ralph Ellison
- Dashiell Hammett
- William Styron
- Philip Roth
- Toni Morrison
- Dave Eggers
- Robert Caro
- Haruki Murakami
- Gabriel García Márquez